# Hoplopholcus figulus
Hoplopholcus figulus là một loài nhện trong họ Pholcidae. Loài này được phát hiện ở Griekenland.